# 本性寺 (台東区)
本性寺（ほんしょうじ）は、東京都台東区にある法華宗本門流の寺院。

## 歴史
1651年（慶安4年）、智泉院日達によって開山された。当地は宗祖日蓮が他宗派の僧侶と問答を繰り広げた「橋場の問答」の縁の地であることから、寺を創建した。
1744年（延享元年）、痔で悩んで出家した岡田孫右衛門は、「痔疾に悩む諸人、題目を信仰すれば是を救護す。」と誓願を立てて亡くなった。その後、痔の患者が彼の像を拝んだところ、たちまち快癒したことから評判を呼び、痔の神様「秋山自雲霊神」として崇められることになった。ご利益にあずかった者の中に左大臣二条斉信がいる。そのおかげで、廃仏毀釈の時も二条家当主二条基弘の支援を受けて復活、華族にも崇敬されたという。岡田孫右衛門の命日は21日であるので、毎月21日は門前で市が立ったという。
池波正太郎の時代小説『剣客商売』では、秋山小兵衛の亡妻「お貞」と剣友「嶋岡礼蔵」の墓がある寺と設定されている。

## 交通アクセス
- JR東日本南千住駅より徒歩18分（経路案内）。
- 浅草駅より徒歩19分（経路案内）。